# زغبة بلوطية

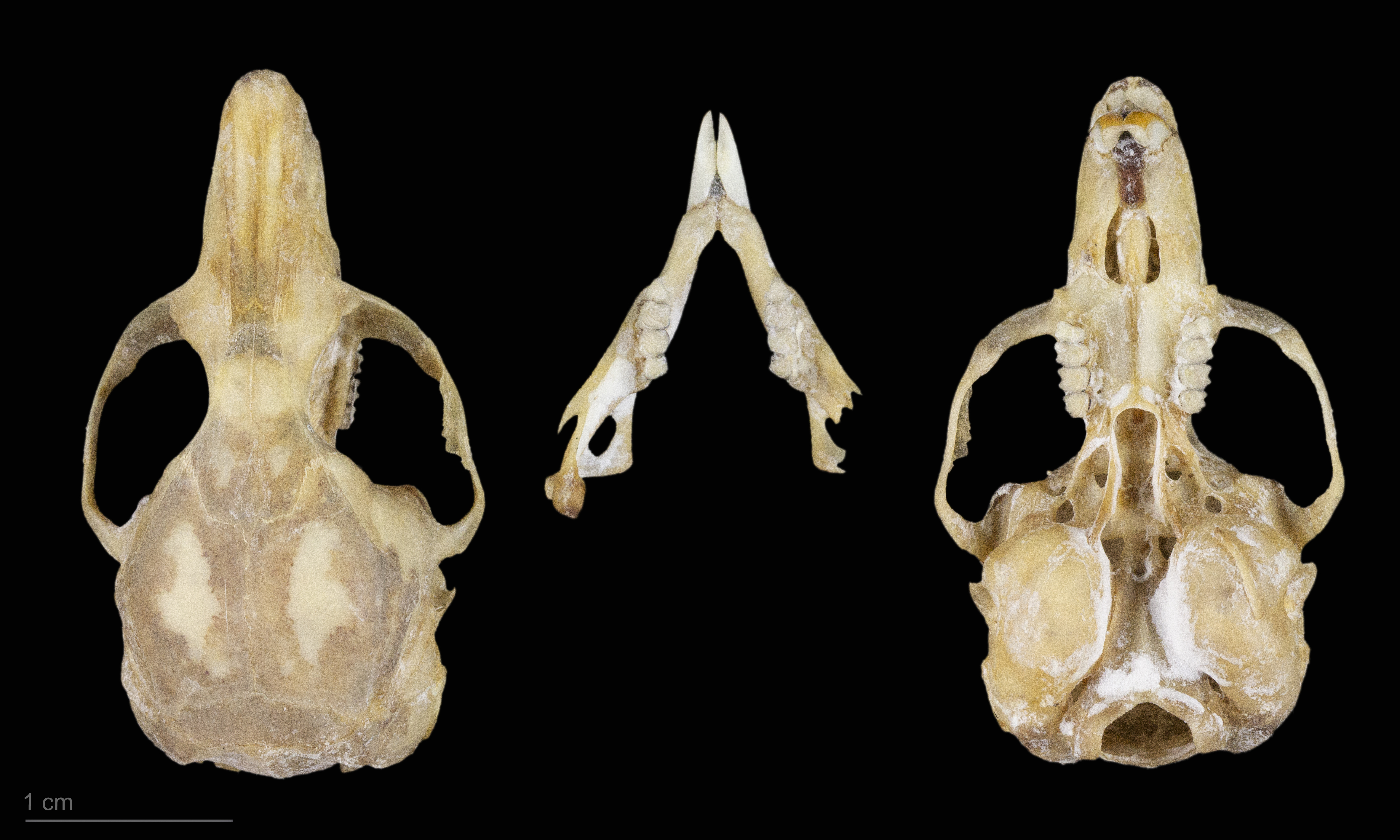
Eliomys quercinus

زغبة بلوطية (الاسم العلمي: Eliomys quercinus) (بالإنجليزية: Garden Dormouse)‏ هي نوع من الحيوانات تتبع جنس زغبة الحدائق من فصيلة الزغبات الزغبة البلوطة تتواجد أيضا في شمال إفريقيا بما في ذالك المغرب ، الجزائر وتونس فقط الخريطة إنتشاره ناقصة.